# Up 2 Më
«Up 2 Më» es el álbum de estudio debut del rapero estadounidense Yeat. Fue lanzado el 10 de septiembre de 2021 a través de Interscope Records, Foundation Media y Twizzy Rich. El álbum cuenta con la aparición especial del también rapero SeptiembresRich.

## Sencillos
El sencillo principal del álbum, «Gët Busy», fue lanzado el 1 de septiembre. Otra canción del álbum, «U Could Tëll», fue incluida en la segunda temporada de la serie Euphoria de HBO. El instrumental de la canción «Turban» se incluyó en un comercial colaborativo entre Nike y Dick's Sporting Goods.

## Recepción de la crítica
En su artículo del Washington Post sobre Yeat, Chris Richards señaló que Yeat «visita casi todos los rincones de sus pulmones, garganta, boca y senos nasales en Turban», y que «su enfoque todavía se siente vanguardista e inventivo. Rimas con ronroneos alienígenas y fantasmales. arrulla, es como si se estuviera derritiendo en sus ritmos».
El crítico de Pitchfork, Alphonse Pierre, afirma que «parece que la inspiración de Yeat va más allá de Whole Lotta Red» y le da al álbum un 6,7/10. AllMusic declaró que «Es divertido, extraño y contagioso, como lo mejor de Up 2 Më . Las elecciones de producción poco comunes y la personalidad relajada pero sorprendentemente descentrada de Yeat hacen de estas pistas un soplo de aire fresco en un panorama del rap comercial donde artistas y Las canciones a veces pueden parecer intercambiables».

## Desempeño comercial
Up 2 Më se ubicó en el puesto 183 en el Billboard vendiendo 5.000 unidades equivalentes a álbumes, cuatro meses después de su lanzamiento.

## Listado de canciones
| Up 2 Më |                                         |                  |          |  |
| N.º     | Título                                  | Producer(s)      | Duración |  |
| 1.      | «Cmon»                                  | Flansie          | 1:43     |  |
| 2.      | «Morning Mudd»                          | Bugz Ronin       | 2:24     |  |
| 3.      | «Got Rich»                              | Working on Dying | 2:02     |  |
| 4.      | «Let Ya Know»                           | Bred             | 2:34     |  |
| 5.      | «Stayed tha Same»                       | BNYX             | 2:36     |  |
| 6.      | «Get Busy»                              | Yeat             | 2:38     |  |
| 7.      | «Rokstar»                               | Aye Majin        | 2:14     |  |
| 8.      | «Trendy Way» (featuring SeptembersRich) | Sharkboy         | 3:20     |  |
| 9.      | «Swerved It»                            | Outlit           | 2:17     |  |
| 10.     | «Ya Ya»                                 | Synthetic        | 2:19     |  |
| 11.     | «U Could Tell»                          | Yeat             | 2:29     |  |
| 12.     | «Factz»                                 | Synthetic        | 2:41     |  |
| 13.     | «Bak On Em»                             | Yeat             | 2:00     |  |
| 14.     | «Hey»                                   | BNYX             | 2:38     |  |
| 15.     | «Turban»                                | Artist           | 2:36     |  |
| 16.     | «Twizzy Rich»                           | Yeat             | 2:41     |  |
| 17.     | «Told Ya»                               | Malikai          | 3:09     |  |
| 18.     | «Monëy So Big»                          | Trgc             | 2:40     |  |
| 19.     | «Deserve It»                            | F1lthy           | 1:51     |  |
| 20.     | «Kant Change»                           | SubZeroSwiz      | 2:10     |  |
| 21.     | «Callin Me»                             | BNYX             | 2:35     |  |
| 22.     | «Lying 4 Fun»                           | Based1           | 5:04     |  |
| 56:41   |                                         |                  |          |  |

Notas
- Cualquier título de canción que contenga la letra 'e' se reemplaza por 'ë'. Por ejemplo, "U Could Tell" está estilizado como "U Could Tëll". Si una canción contiene dos o más 'e', solo se reemplaza la primera.
- Sólo la primera letra del título de cada canción está en mayúscula (excepto "Gët Busy", "Ya Ya", "Twizzy Rich" y "Swërved It"). Por ejemplo, "Monëy So Big" está estilizado como "Monëy so big".

## Gráficos

### Gráficos semanales
| Gráfico (2022)                        | lista posición |
| ------------------------------------- | -------------- |
| Canadian Albums (Billboard)           | 81             |
| Lithuanian Albums (AGATA)             | 75             |
| US Billboard 200                      | 58             |
| US Top R&B/Hip-Hop Albums (Billboard) | 31             |

### Gráficos de fin de año
| Gráfico (2022)                        | Posición |
| ------------------------------------- | -------- |
| US Billboard 200                      | 175      |
| US Top R&B/Hip-Hop Albums (Billboard) | 72       |